# MTV Europe Music Awards 1994
Die MTV Europe Music Awards 1994 wurden am 24. November 1994 auf dem Pariser Platz in der deutschen Hauptstadt Berlin verliehen. Die zweieinhalbstündige Show begann um 20 Uhr MEZ und wurde vom britischen Sänger Tom Jones moderiert. Am häufigsten nominiert waren Aerosmith, Beck, Björk, Neneh Cherry, Rage Against the Machine, Therapy? und Whale (jeweils zweimal).

## Sieger und Nominierte
| Kategorie            | Gewinner                                                                    | Nominierte |
| -------------------- | --------------------------------------------------------------------------- | --- |
| Best Group           | Take That                                                                   | Aerosmith Crowded House Rage Against the Machine Beastie Boys                                                                 |
| Best Male            | Bryan Adams                                                                 | Seal MC Solaar Bruce Springsteen Prince                                                                                       |
| Best Female          | Mariah Carey                                                                | Björk Tori Amos Neneh Cherry Marusha                                                                                          |
| Breakthrough Artist  | Crash Test Dummies                                                          | Beck Whale Therapy? dEuS |
| Best Cover           | Gun – Word Up!                                                              | Pet Shop Boys – Go West Wet Wet Wet – Love Is All Around Big Mountain – Baby, I Love Your Way Ace of Base – Don’t Turn Around |
| Best Rock            | Aerosmith                                                                   | Rage Against the Machine Therapy? Soundgarden Metallica                                                                       |
| Best Dance           | The Prodigy                                                                 | Jam & Spoon Reel 2 Real 2 Unlimited DReam                                                                                     |
| Best Song            | Youssou N’Dour und Neneh Cherry – 7 Seconds                                 | Aerosmith – Cryin’ Beck – Loser Björk – Big Time Sensuality Blur – Girls & Boys                                               |
| Best Director        | Whale – Hobo Humpin’ Slobo Babe (Regie: Mark Pellington)                    | U2 – Stay (Faraway, So Close!) (Regie: Wim Wenders, Mark Neale)                                                               |
| Free Your Mind Award | Amnesty International, in Empfang genommen von Bono (Frontmann der Band U2) | |